# آذرخش‌دد (پستاندار)
آذرخش‌دد (نام علمی: Astrapotherium) یک سرده از پستانداران گیاه‌خوار منقرض‌شده است که از اوایل تا میانه دور میوسن در آمریکای جنوبی زندگی می‌کرد. این جانور از نظر ریخت و ظاهر شبیه به یک فیل کوچک یا یک تاپیر بسیار بزرگ بود. با این حال آذرخش‌دد با هیچ یک از این دو پستاندار گیاه‌خوار ارتباط خویشاوندی نزدیک نداشت و به خانواده‌ای کهن از پستانداران گیاه‌خوار بومی آمریکای جنوبی به نام آذرخش‌ددان تعلق داشت.

## توصیف

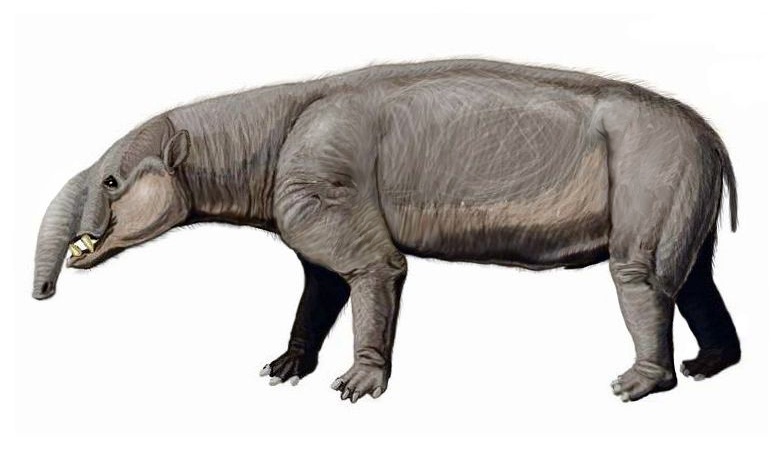
انگاشت هنری از پیکر آذرخش‌دد

آذرخش‌دد دارای بدنی طویل به طول ۲٫۵ متر بود و وزن آن به ۱۰۰۰ کیلوگرم می‌رسید. این جانور کف‌رو دارای اندام‌های حرکتی نسبتاً کوتاهی بود و به ویژه پاها نسبت به دست‌ها به قابل‌توجه‌ای ضعیف‌تر بودند. آرواره آذرخش‌دد دارای ۴ دندان نیش بزرگ و برجسته بود که این دندان‌ها از دهان جانور بیرون‌زده بودند. حفره بینی آذرخش‌دد در قسمت بالایی جمجمه آن قرار داشت و این موضوع می‌تواند نشان‌دهنده وجود خرطوم باشد. آذرخش‌دد از لحاظ شیوه زندگی احتمالاً مانند اسب آبی بوده و تا حدودی آبزی محسوب می‌شده‌است.